# Teugoh Peudaya
Teugoh Peudaya is een bestuurslaag in het regentschap Pidie van de provincie Atjeh, Indonesië. Teugoh Peudaya telt 243 inwoners (volkstelling 2010).